# Euscorpius sultanensis
Espèce
Euscorpius sultanensis est une espèce de scorpions de la famille des Euscorpiidae.

## Distribution
Cette espèce est endémique de Turquie. Elle se rencontre dans les provinces d'Afyonkarahisar et de Konya entre 1 906 et 1 914 m d'altitude dans les monts Sultan.

## Description
Le mâle holotype mesure 21,36 mm et la femelle paratype 22,30 mm.

## Étymologie
Son nom d'espèce, composé de sultan et du suffixe latin -ensis, « qui vit dans, qui habite », lui a été donné en référence au lieu de sa découverte, les monts Sultan.

## Publication originale
- Tropea & Yağmur, 2016 : A new species of Euscorpius Thorell, 1876 from the Sultan Mountains in western Turkey (Scorpiones: Euscorpiidae). Aracnida - Rivista Arachnologica Italiana, vol. 2, no 6, p. 32-43.